# دژ عجلون

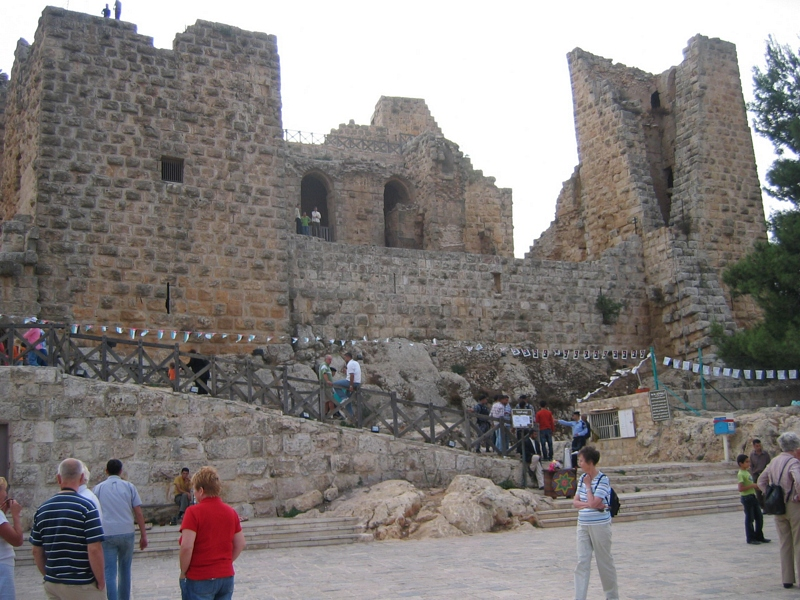
ورودی

دژ عجلون (عربی: قلعة عجلون) قلعه‌ای است متعلق به دهه ۱۱۸۰ میلادی و دودمان ایوبیان و در نزدیکی عجلون واقع در کشور اردن. این قلعه توسط عزالدین اسامه فرمانده و پسر برادر (یا خواهر) صلاح‌الدین ایوبی بنا گردید.

## نگارخانه

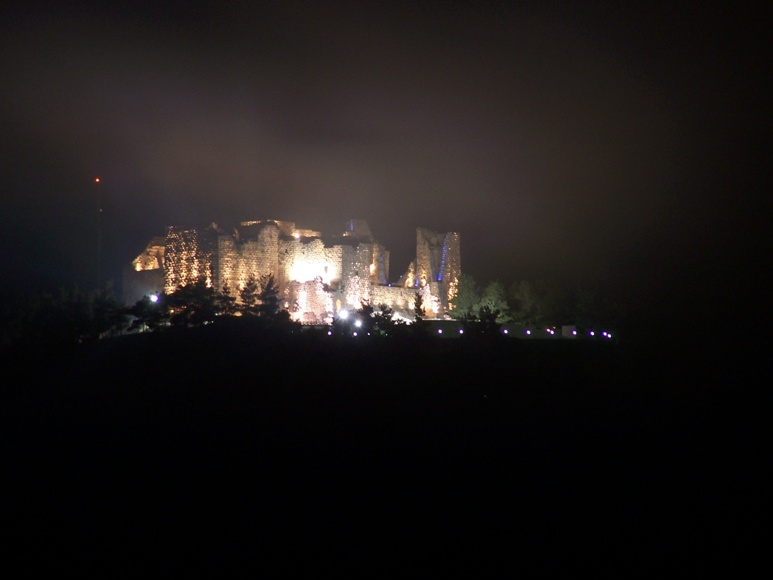
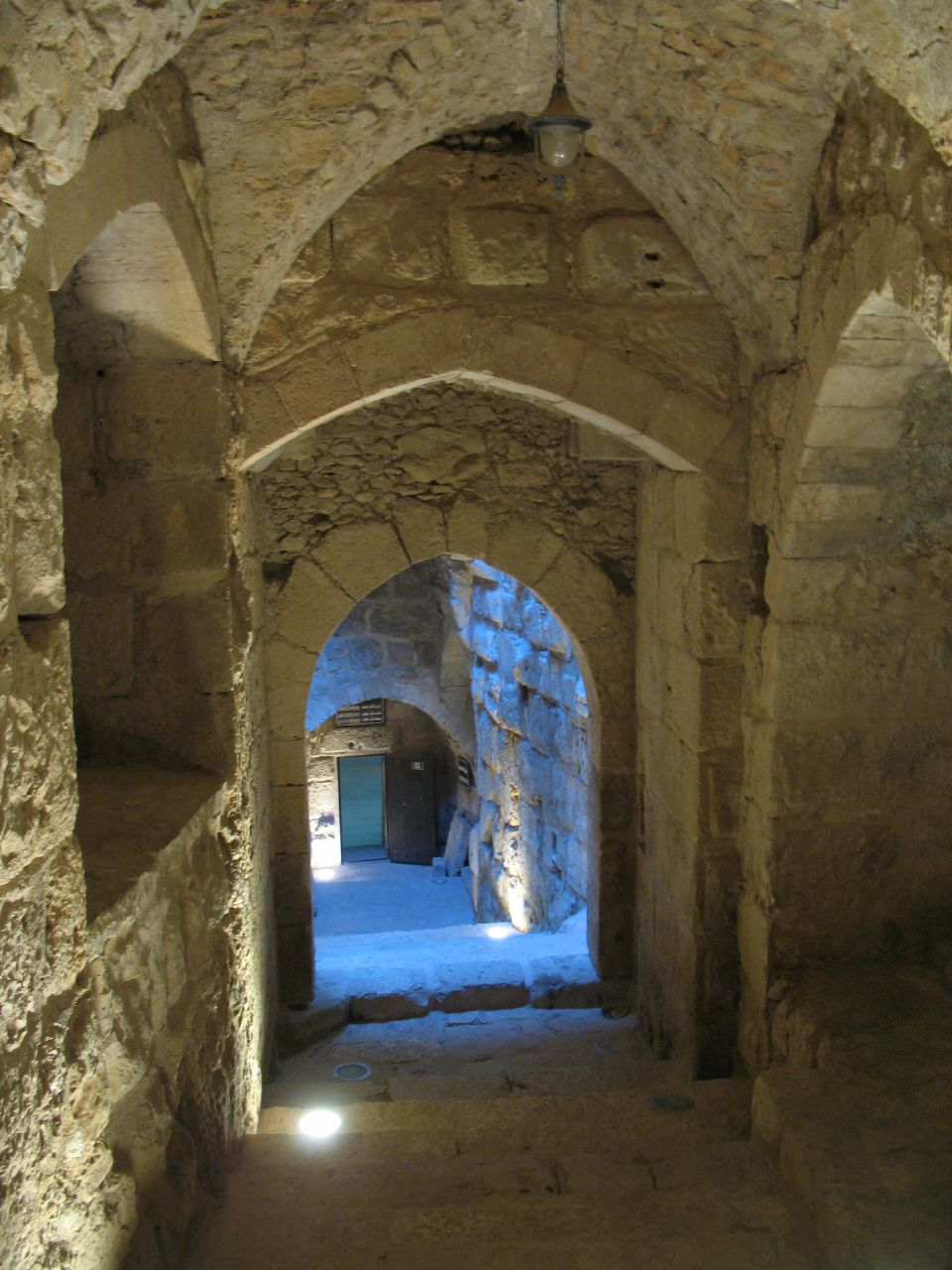
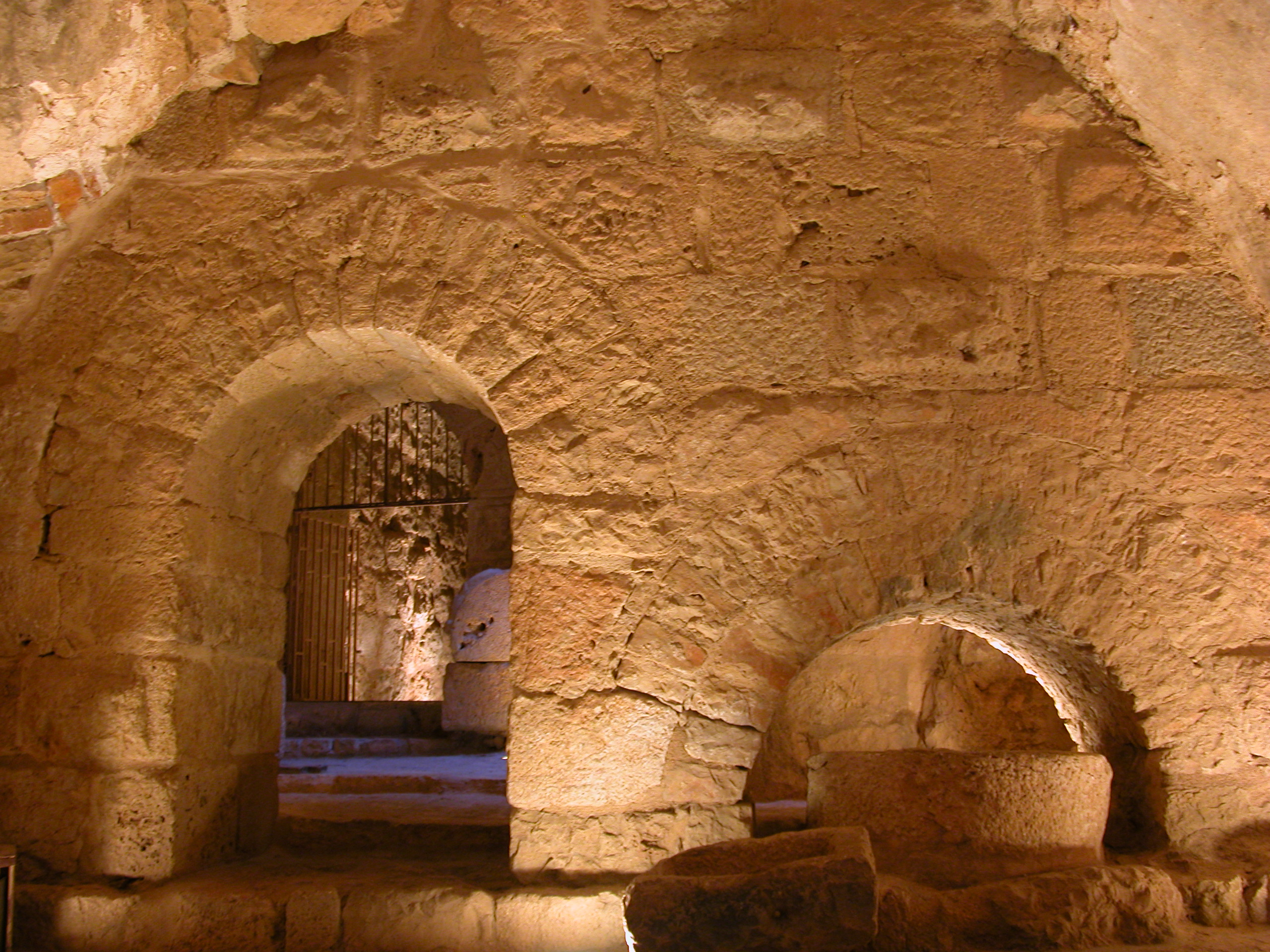
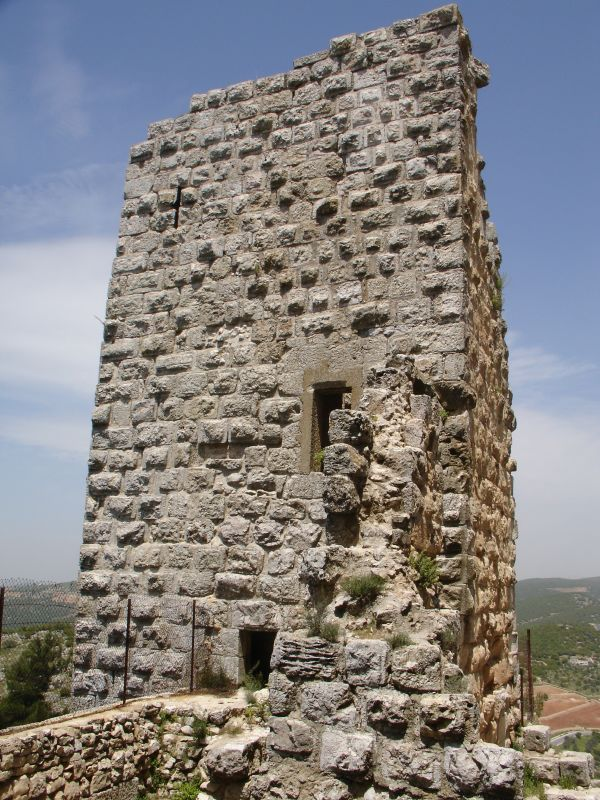
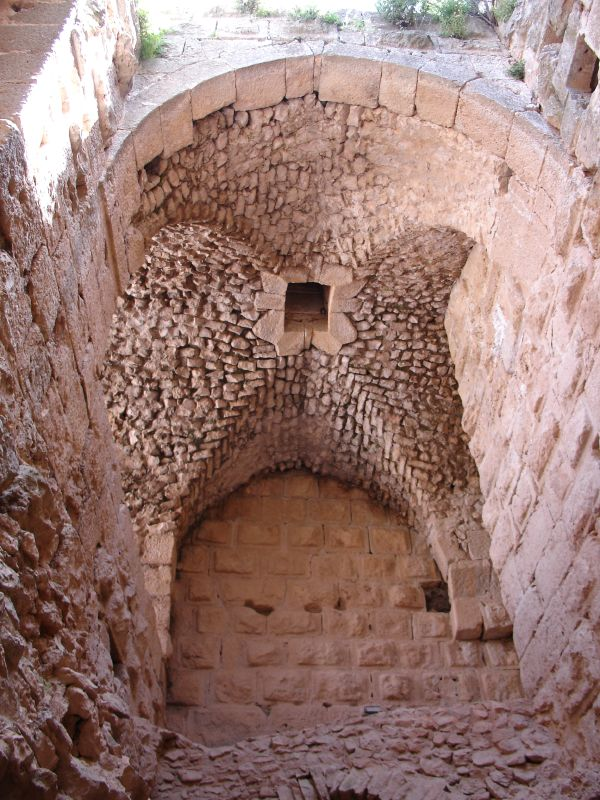
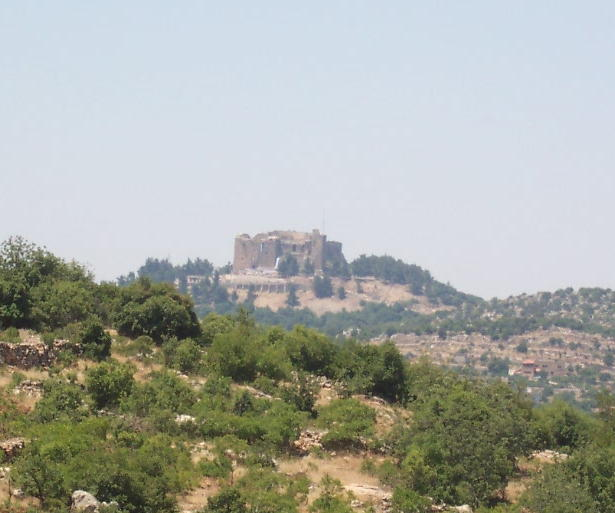
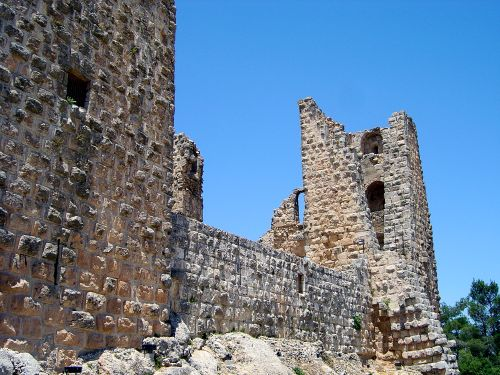
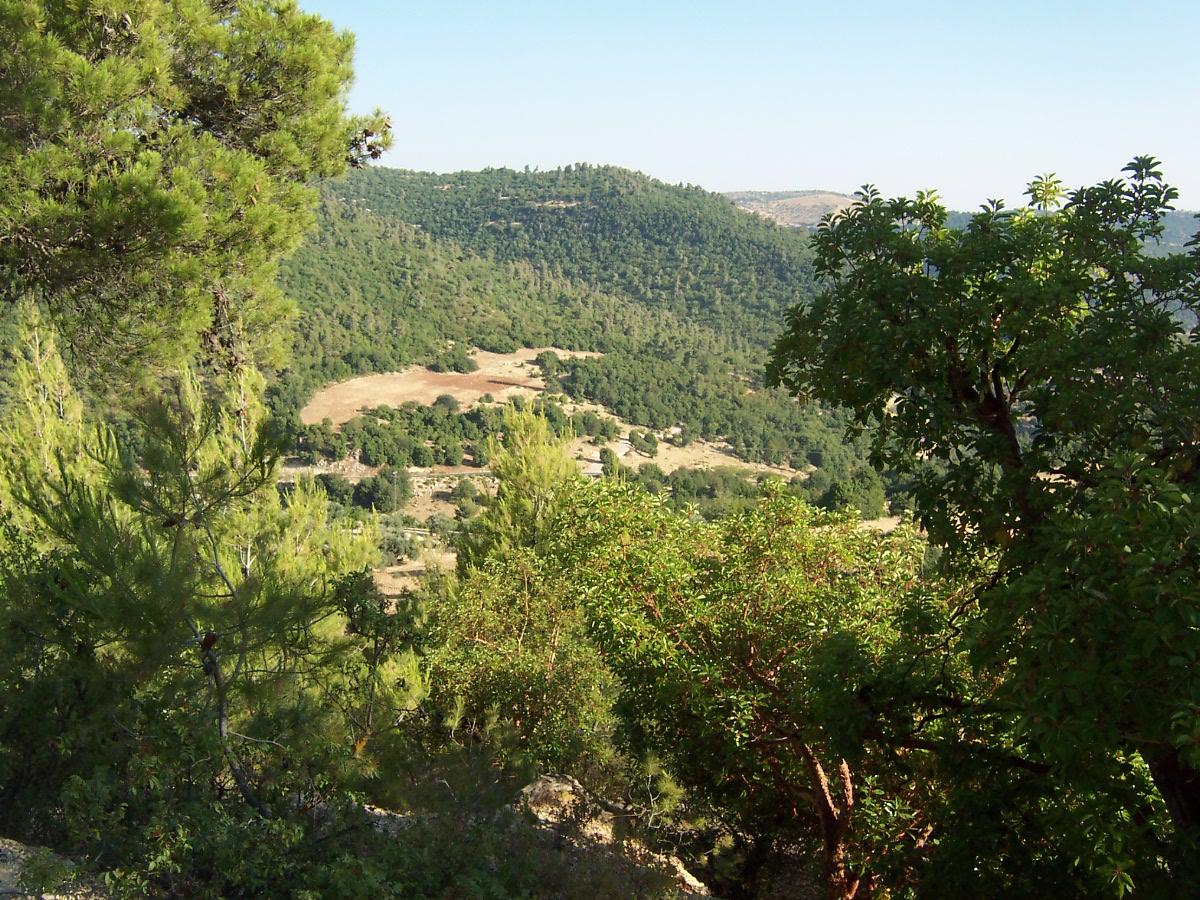
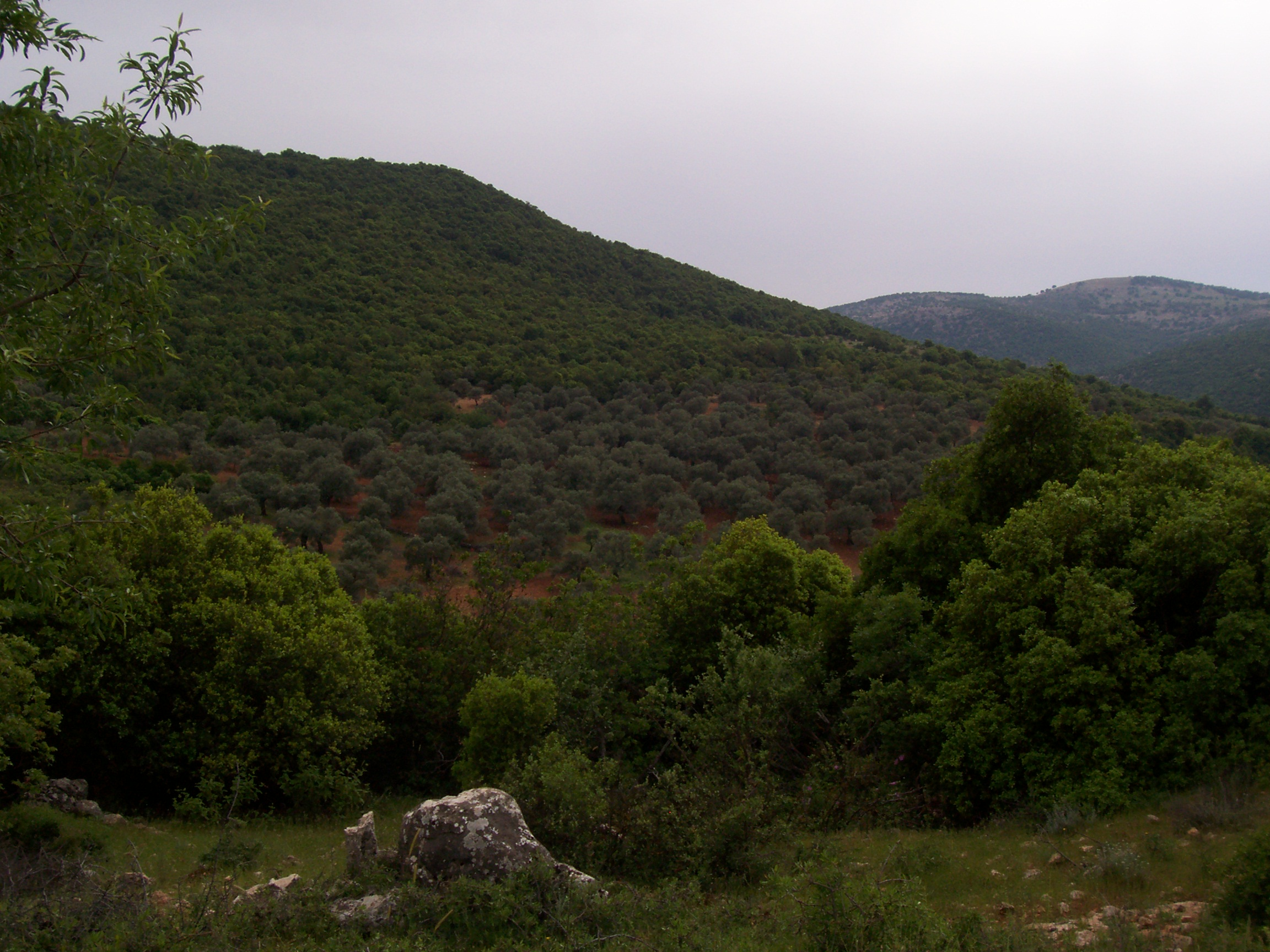
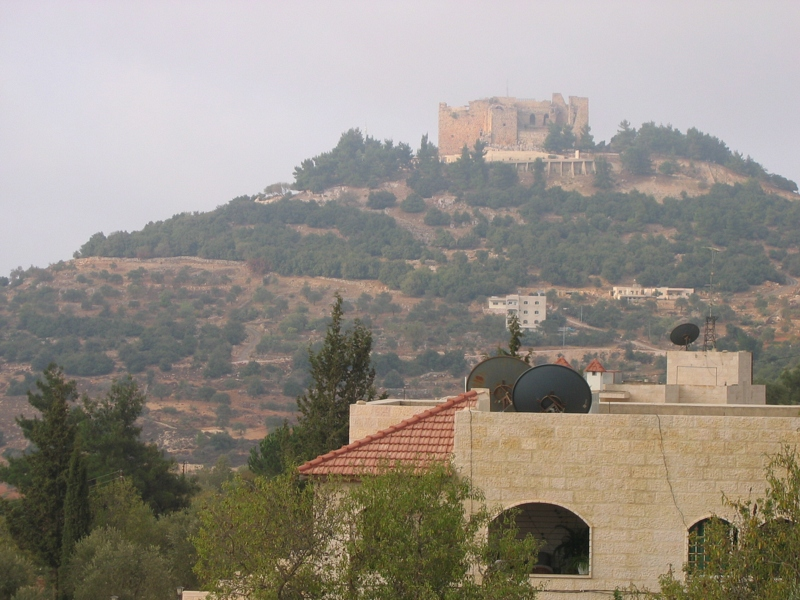
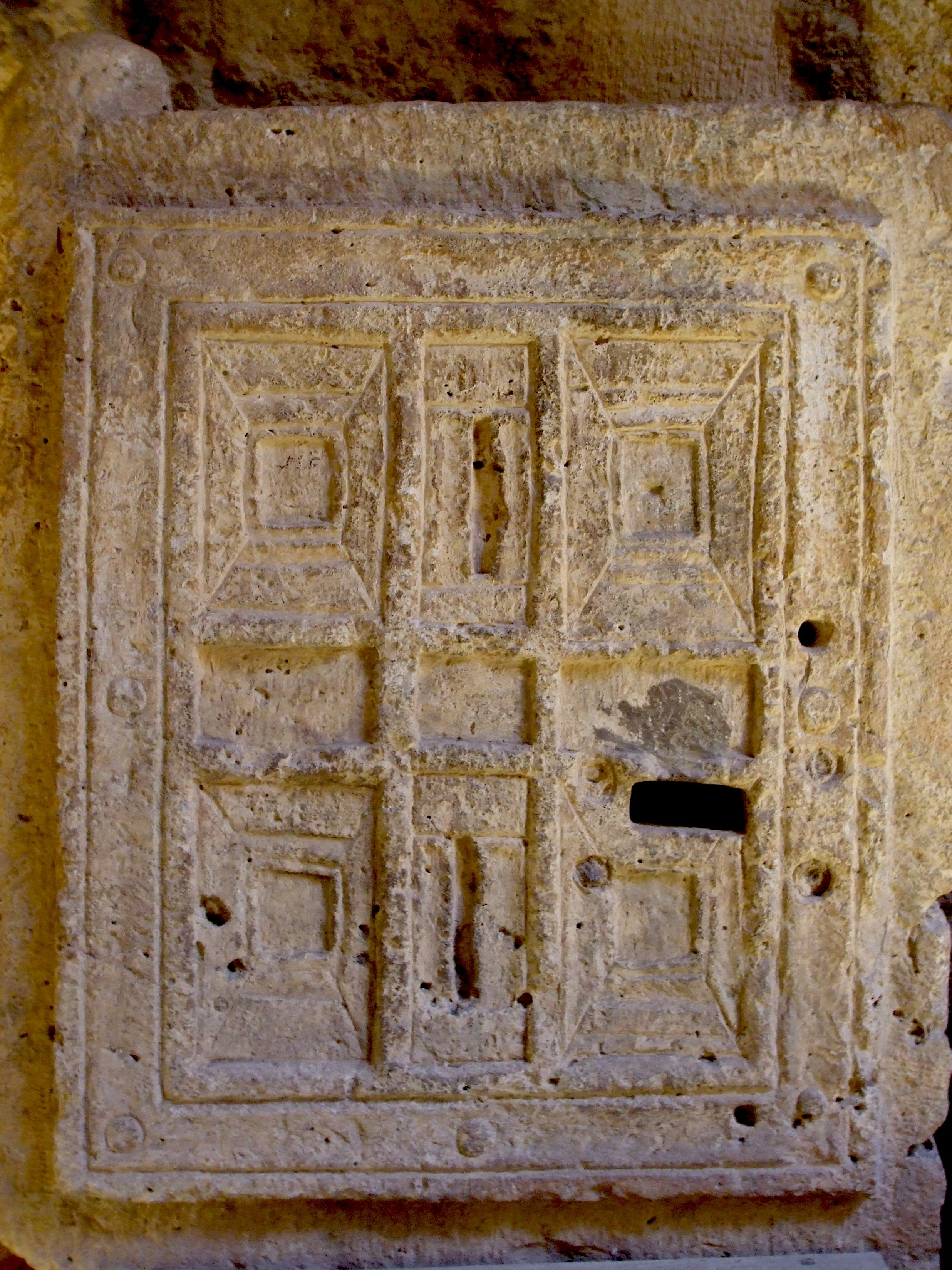
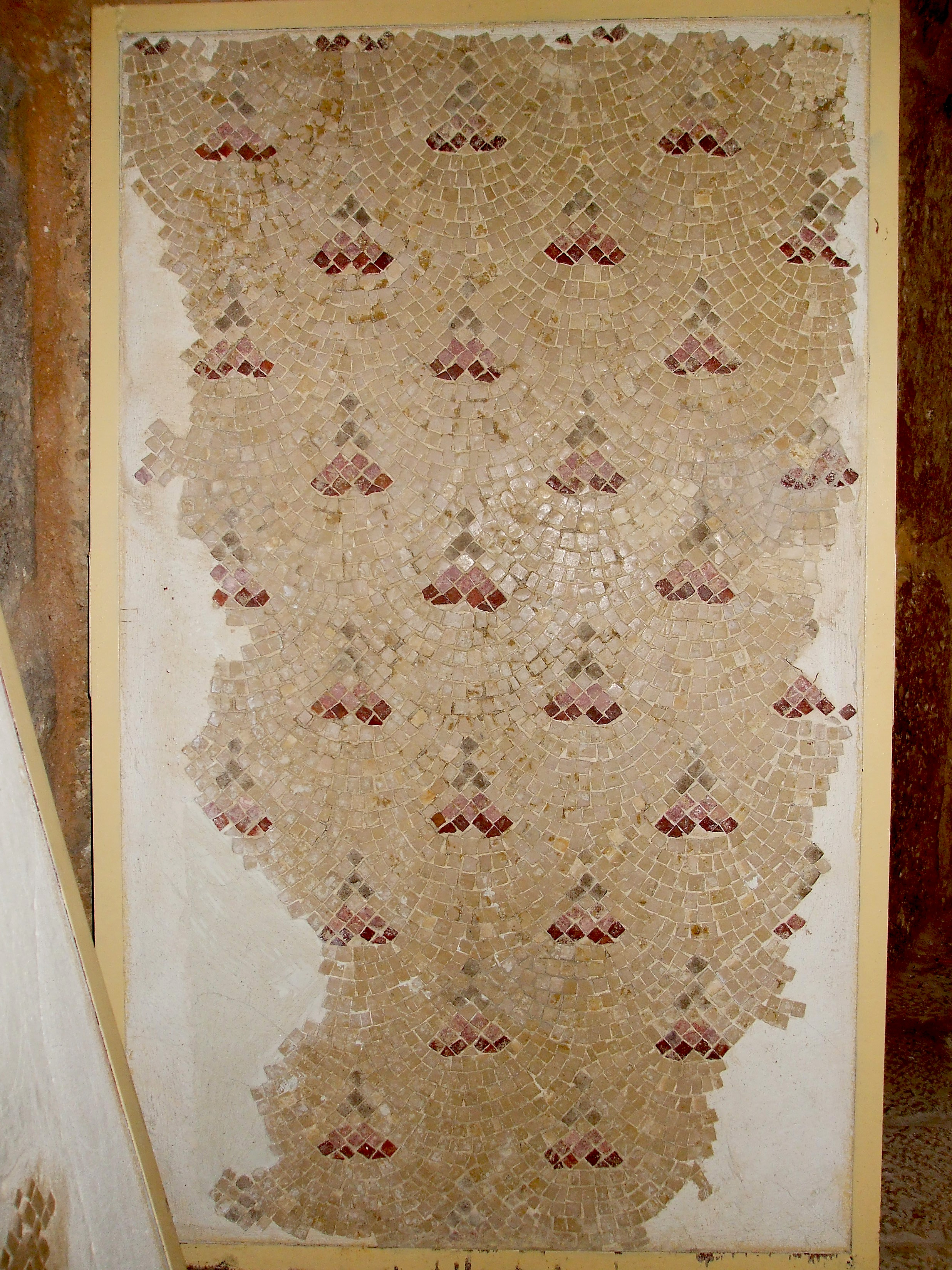